# Temišvar
Temišvar (romunsko Timișoara; madžarsko Temesvár, nemško Temeswar, Temeschburg, banatsko-bolgarsko Timisvár) je tretje največje mesto v Romuniji. Je največje mesto Banata, kot tudi sedež okrožja Timiș ter družbeno, gospodarsko in kulturno središče zahodne Romunije.
Mesto leži na jugovzhodnem robu Panonske nižine na nekdaj močvirnatem in pogosto poplavnem območju rek Tamiš (Timiș) in Begej (Bega). S postopnimi posegi v njuni strugi, zlasti obsežnimi v 18. stoletju, so Tamiš speljali na obrobje mesta in kanal Begeja skozi njegovo središče. Mesto tudi po izsuševanju še vedno leži le nekaj metrov nad ravnijo podtalnice, kar onemogoča gradnjo visokih stavb.
Temišvar je bil prvo mesto v Habsburški monarhiji z ulično razsvetljavo (1760) in prvo evropsko mesto, razsvetljeno z električnimi uličnimi svetilkami (1884). V mestu je bila odprta prva javna knjižnica v Habsburški monarhiji, mestno bolnišnico pa je dobilo leta 1745, 24 let pred Dunajem. V Temišvarju je izbruhnila romunska revolucija 1989, ki je strmoglavila komunistični režim v državi.
V tretjem največjem romunskem mestu je ob popisu leta 2011 živelo 319 279 prebivalcev. Znatnejše manjšine so predstavljali Madžari, Nemci in Srbi. Mesto je leta 2023 nosilo naziv evropske prestolnice kulture.